# Pflock

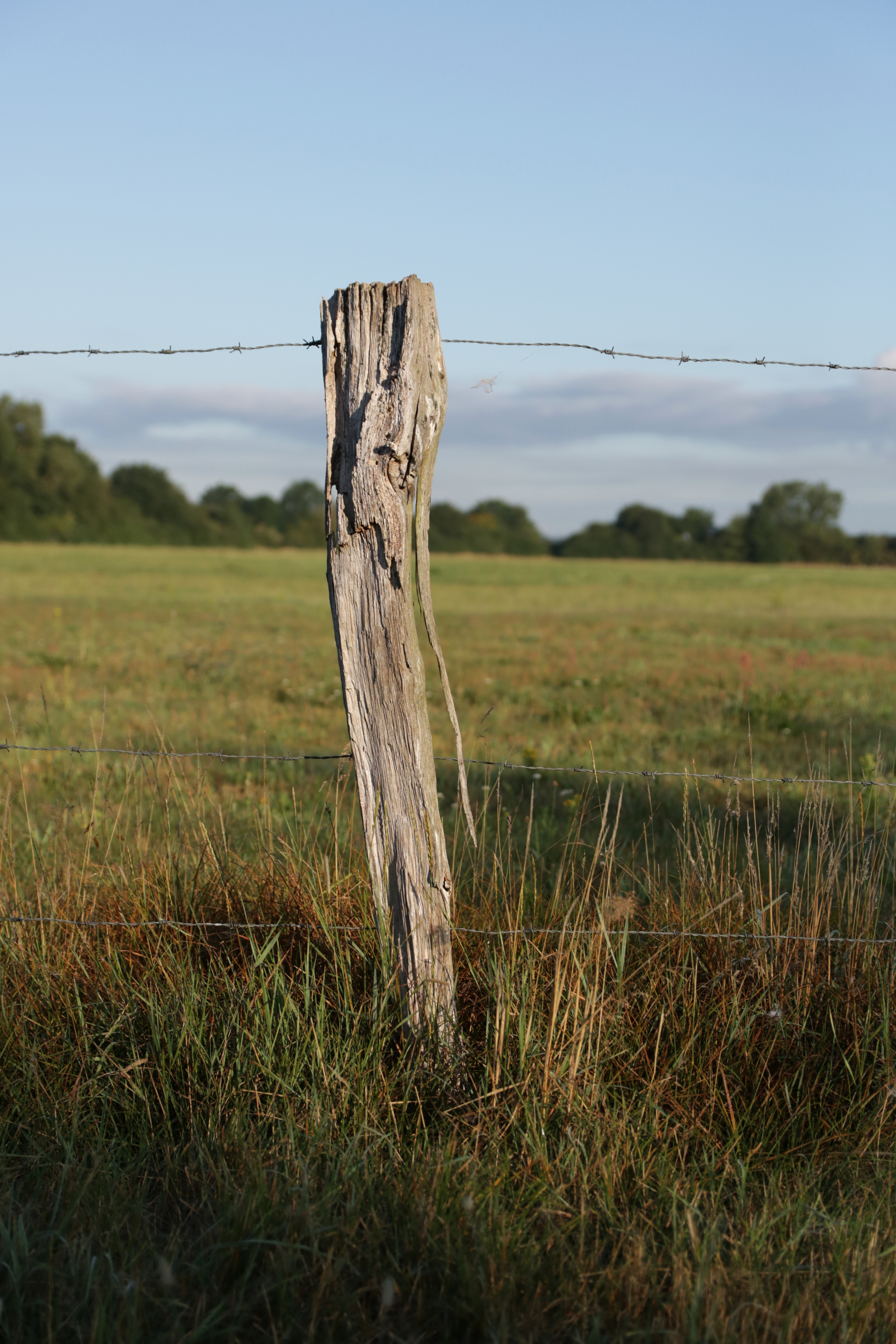
Eichenspaltpfahl eines Weidezaunes

Ein Pflock ist ein oft an einem Ende zugespitztes, meist zylindrisches Stück Holz. Bei größeren Objekten spricht man von Pfahl. Mit dem spitzen Ende kann der Pflock so weit in den Boden getrieben werden, dass er festen Halt findet und als Steher, also freistehend als Pfosten oder stützend als Ständer verwendet werden kann. In Appenzell Innerrhoden (Schweiz) im weiteren Sinne auch als Schöttler bekannt.

## Material
Moderne Pflöcke können aus Metall, Beton oder Kunststoffe gefertigt sein. Trotzdem ist Holz in vielen Bereichen, sofern es ausreichend vor Verwitterung geschützt ist, als günstiger und robuster Werkstoff noch im Einsatz.
Historisch bestanden Pflöcke aus massivem Rundholz, von kurzen Schwachholz-Abschnitten bis zu Langholz (ganzen Stämmen). 

## Einsatzmöglichkeiten

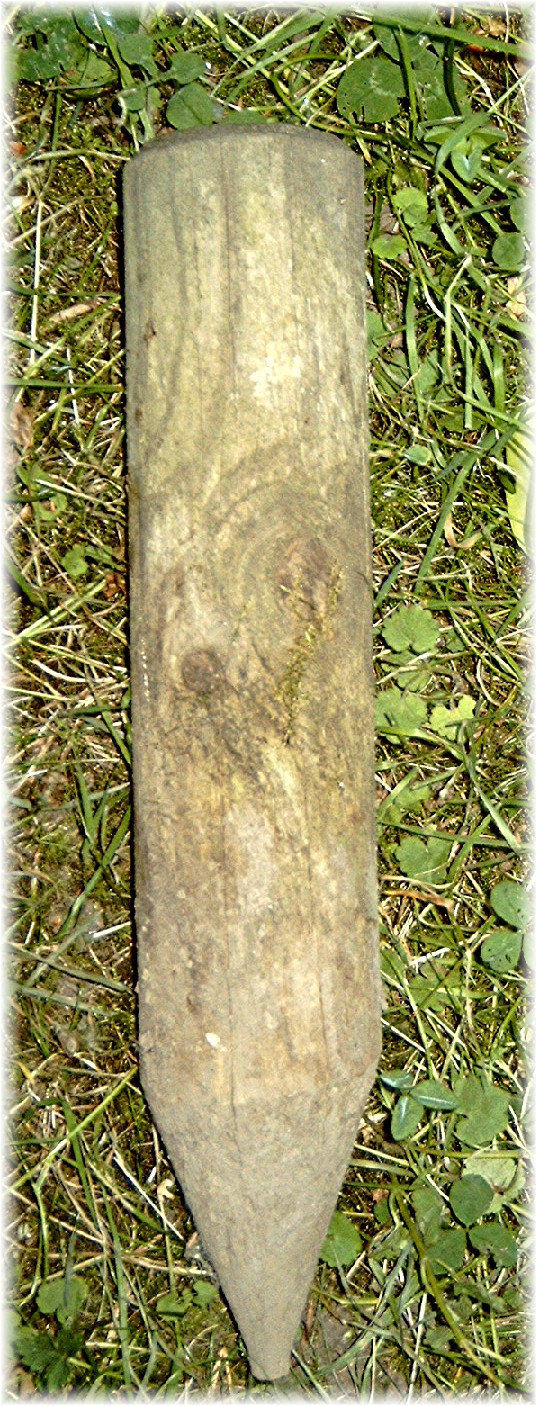
Ein kurzer Gartenpflock

Teilweise werden für „Pflock“ auch besondere Bezeichnungen benutzt.
- Zaunpfahl, so geformt, dass sein oberes Ende zum Befestigen von Draht- oder Lattenzäunen dienen kann.
- Dalben zum Befestigen von Schiffen an Anlegestellen.
- Poller sind diverse querstabile Bauteile ähnlich der Dalbe oder ähnlich dem Zaun als Absperrung oder Anfahrschutz im Straßenverkehr.
- Hering sind besonders robuste Pflöcke für größere Zelte.
- Holznägel dienen in der Zimmerei zur Sicherung von Holzverbindungen durch Holz.
- Belegnägel dienen in der Schifffahrt zur leicht variierbaren Befestigung von Tauwerk.
- Masten sind zumindest bis zu der Größe eines Baums (für Telefonleitungen oder im Mittelspannungsnetz der Energieversorgung oder als Schiffsmast) aus Holz eingesetzt. Für größere Leitungen sind jedoch technische Fachwerke nötig.
- Rammpfahl: als Pfahlgründung bei Gebäuden. Hölzerne Gründungen sind die einfachste Bautechnik für schlecht tragfähigen Untergrund. Oft werden sie in der modernen Technik durch eiserne oder Betonpfähle ersetzt, um auch Wolkenkratzer oder Bohrinseln zu tragen. Der Pfahl im Wasserbau wird Pilot genannt, das sind die Steher, auf denen Stege oder Gebäude am Wasser (Stelzenbauten) stehen. Historisch seit dem Neolithikum erfolgt der Pfahlbau am oder auch im Wasser oder bis heute als Bootshaus.
- Palisaden sind eine historische Wehrbefestigung, die rund um Siedlungen oder als Überwindungshindernis durch dicht nebeneinandergesetzte Pfähle aufgebaut wurden.

Daneben finden sich im Alltag Pflöcke und Pfähle in vielfältiger Verwendung, beispielsweise im Gartenbau als Bohnenstange oder Tomatenspalier. Pflöcke werden auch zum Anbinden von Tieren benutzt, um deren Weglaufen zu unterbinden. Auch im Wasserbau dienen Pflöcke zur Herstellung von Schlachten. 
Der „Marterpfahl“ ist aus der sogenannten Wildwestromantik bekannt, wobei es sich tatsächlich um Totempfähle handelt. Diese sind in etlichen Kulturen verbreitet und dienen eher  dem Ahnenkult als dem Binden von Feinden.
In Fantasieromanen und Gruselgeschichten dient ein Pflock nicht selten dazu, einen Vampir endgültig zu töten. Dabei muss der Pflock durch sein Herz getrieben werden. Während in älteren Vampirerzählungen der nachtaktive Vampir tagsüber, in seinem Verlies, schlafend in seinem Sarg heimgesucht werden musste, kommt es in moderneren Geschichten oft erst nach einem spektakulären Zweikampf zum Sieg über den Untoten.

## Weiteres
Der Pfahl steht in der Symbolik für die Weltachse, also für die Verbindung von Himmel und Erde.